# Shneider Léon Hilaire
Shneider Léon Hilaire, né le 7 avril 1990 à Port-au-Prince, est un artiste peintre haïtien.
Il est l'une des figures contemporaines majeures des artistes du Centre d'art de Port-au-Prince.

## Biographie
Shneider Léon Hilaire est né le 7 avril 1990  à Port-au-Prince, Haïti, dans une famille modeste. Dès son enfance, il manifeste une grande aptitude pour le dessin en reproduisant des personnages de dessins animés, les supers héros de la pop culture. Sa mère, Rose-Marie Hilaire, le soutient dans ses talents artistiques en lui achetant des crayons et du papier. Elle lui avait même offert un jour le catalogue "Frankétienne: entre ténèbres et lumières" pour attirer son attention beaucoup plus sur son talent de créateur et lui donner des modèles. Bien qu'il nourrisse à l'origine des aspirations médicales, il se tourne progressivement vers l'art, après avoir échoué à l'examen d'admission à la faculté de médecine de Port-au-Prince, mais cela ne désenchante pas sa mère qui avait toujours préféré le pinceau à la blouse.
Peu après, il se lance dans la réalisation de portraits réalistes sur commande, ce qui lui permet de commencer à se faire un nom. Il tente d’intégrer l'École Nationale des Arts (ENARTS), mais échoue à nouveau pour se rendre  compte rapidement, en suivant les cours comme auditeur, qu'il était en avance de la plupart de ses autres camarades sur le plan technique, ce qui le réconforte dans ses perspectives d'avenir. Il entame des études de droit. Il découvre en même temps le Centre d'Art de Port-au-Prince, une institution clé pour l’art haïtien, où il développe ses compétences artistiques sous la direction d'artistes renommés tels que Pascale Monnin, Marie Hélène Cauvin, SIMIL, Frantz Zéphirin et Mario Benjamin. Après quelques années, il abandonne ses études académiques et ne reste fidèle qu’à ses études en art et se consacre entièrement à son travail d’artiste.

## Carrière artistique
En 2016, Shneider rejoint le Centre d'Art, une étape déterminante dans sa carrière. Là, il suit des formations en dessin académique avec Pascale Monnin et participe à un atelier de bande dessinée en partenariat avec la revue Trois/cent/soixante et le CESAN. C’est également l'année où il suit une formation en linogravure avec l’artiste Marie-Hélène Cauvin et une formation en dessin académique avec SIMIL.
En 2017 et 2018, Shneider poursuit son apprentissage avec des ateliers variés, dont un atelier de recherche et création avec Mario Benjamin, ainsi qu'un atelier ouvert avec Frantz Zéphirin. Durant cette période, il participe à sa première exposition collective, Re-Vizite, art haïtien transfiguré, organisée au Centre d'Art en 2018. Cette exposition marque un tournant dans sa carrière, lui permettant de se faire connaître du grand public.
En 2020, il fait sa deuxième exposition au Centre d'Art, La Relève, où il présente sa série Nuits haïtiennes. Cette série met en lumière des personnages légendaires et des mythes issus de la culture haïtienne, et l'exposition rencontre un franc succès, permettant à Shneider de vendre ses premières toiles.
En 2022, il bénéficie de plusieurs résidences artistiques, dont la résidence Par 4 Chemins à Côtes-de-Fer, où il travaille sur des séries inspirées des mythes et légendes de la région littorale. Il reçoit également une bourse de soutien à la création de l'Ambassade de Suisse via le Centre d'Art pour créer une série d’œuvres présentées lors de la restitution-vente du Centre d'Art. Cette année-là, il expose aussi dans des événements internationaux comme la Rencontre des couleurs en France.
En 2023, il fait sa première exposition solo à l’international à Green Space à Miami, intitulée Rituals and Ceremonies. La même année, il participe à Art Basel à Miami Beach, grâce à la Galerie Fredric Snitzer. Il prend aussi part à l'exposition Confluence(s), un événement majeur organisé à Port-au-Prince.
En 2024, il connaît un grand succès avec son exposition solo Nou ak sa n pa wè yo / Nous et les invisibles à la galerie Magnin-A à Paris. La même année, il bénéficie d’une résidence artistique en Guadeloupe, où il anime des ateliers pour des jeunes lycéens et collégiens tout en exposant ses œuvres dans l'archipel,,.

## Style et Thématiques
Le travail de Shneider Léon Hilaire se distingue par son utilisation du réalisme merveilleux, un style qui mêle des éléments de la culture haïtienne, en particulier les croyances, les récits populaires et les mythes dans le vaudou haïtien. Ses œuvres intègrent des personnages légendaires, des scènes oniriques et des symboles puissants issus de la culture haïtienne. Les thèmes abordés incluent la spiritualité, la société et la religion en Haïti, souvent exprimés à travers des contrastes saisissants de couleurs et de lumière, principalement en noir et blanc, avec des touches de rouge, bleu et vert,.

## Distinctions et résidences
- 2024 : Résidence Wi'anArt, Guadeloupe
- 2022 : Résidence Par 4 Chemins, Côtes-de-Fer, Haïti
- 2020 : Bourse pour la série Nuits haïtiennes, Centre d’Art, Haïti

## Expositions individuelles
- 2025: The real surreal  à Cavin-Morris Gallery, New York, USA[11],[12]
- 2024 : Nou ak sa n pa wè yo à la Galerie Magnin-A, Paris, France[13],[14]
- 2023 : Rituals and Ceremonies à Green Space, Miami, USA[15]
- 2022 : Mythes et Légendes du Littoral des Côtes-de-Fer, Yanvalou Bar, Port-au-Prince, Haïti

## Expositions collectives
- 2024-2025: Ayiti Toma III : Spirales, silences et sirènes, Centralfine, Miami, USA[16]

- 2023, Art Basel Miami Beach, Fredric Snitzer Gallery, Miami, États-Unis.
- 2023, Confluence(s), Akroustik Prod, Maison Dufort, Port-au-Prince, Haïti.
- 2022, Restitution Vente, programme de soutien à la création. Le Centre d’art, Port-au-Prince, Haïti.
- 2022, Rencontre des couleurs, La Maison des Passages, Lyon, France.
- 2020, La Relève, exposition-restitution, Le Centre d'art de Port-au-Prince, Haïti.
- 2019, Carte blanche à Sébastien Jean, Atelier recherche et création, restitution Figuier maudit, Le Centre d’Art, Port-au-Prince, Haïti.
- 2018, Re-Vizite, art haïtien transfiguré, Le Centre d’Art et l'Institut français d’Haïti (I.F.H.), Port-au-Prince, Haïti.
- 2016, 10e anniversaire Konpayi Teyat zo flanbo, Port-au-Prince, Haïti.